# Грб општине Владичин Хан
Грб општине Владичин Хан је званични симбол српске општине Владичин Хан.
Знамење је усвојено 2024. године. Оно прати стандарде нове српске хералдике, па тако постоје основни, средњи и велики грб, као и застава (хералдички стег).

## Хералдичка историја
Општина Владичин Хан, од свог успостављања, имала је амблеме али никад није имала хералдички исправан грб. Стога се дошло на идеју да се образује грб који прати све стандарде савремене српске хералдике, а сама Општина расписала је 1. септембра 2023. године конкурс за идејно решење симбола Владичиног Хана, који ће трајати два месеца. У конкурсу наглашено је да грб апсолутно мора пратити стандарде српске хералдике, као и да мора одговарати историјским и стварним чињеницама везаним за општину Владичин Хан. Такође, речено је да текст који се исписује на грбу мора садржати име општине и године 1207. и 1878. - прва је година кад је Владичин Хан ушао у састав средњовековне Србије, а друга је година кад је Владичин Хан ослобођен од Османског Царства. На овај начин, општина Владичин Хан придружила би се списку многих градова и општина у Србији које су добиле хералдичи исправне грбове; те херадилдички исправне грбове у Пчињском округу у тренутку расписивања овог конкурса имале су Врање, Сурдулица, Босилеград и Трговиште.
Јавни позив за учешће у јавној расправи о новом предлогу грба расписан је за 4. април 2024. године, а расправа би трајала до 19. априла, а Седница Скупштине општине на којој је усвојен предлог симбола Владичиног Хана одржана је 27. јуна 2024. године.

## Изглед
Грб општине користи се у три нивоа: као основни (мали), средњи и велики грб.
Основни грб Општине је варјашки штит у белој боји на којем се налази вертикална плава пруга и две таласасте тање пруге с обеју њених страна, градећи тако крстолику форму. Преко ове крстолике форме по дијагоналама штита укрштени су архијерејско жезло и штап (патерица), а преко њих налази се владичанска митра надвишена часним крстем са четири оцила. Све три инсигније су у златној боји.
Средњи грб чине штит описан у претходном ставу, бедемска круна, венац и лента. Бедемска круна је златна и без мерлона. Венац чине гране цера и букве. Грана цера налази се на левој страни посматрача тј. на десној хералдичкој страни и садржи лишће у жутој (јесењој) боји и жиреве цера, док се грана букве налази на десној страни посматрача тј. на левој хералдичкој страни и садржи лишће у зеленој боји и жиреве букве. Испод штита налази се бела лента са натписом „Владичин Хан“.
Велики грб чине штит описан у ставу 2 овог члана, бедемска круна описана у претходном ставу, чувари, постамент и лента. На левој страни посматрача тј. на десној хералдичкој страни налази се стојећа фигура Светог кнеза Лазара обученог у владарску одору са круном, у иконичном визанстијском стилу. Кнез Лазар у својој десној руци држи модел храма Св.Кнеза Лазара из Владичиног Хана, а својом левом руком држи копље за заставом Републике Србије. На десној страни посматрача тј. на левој хералдичкој страни налази се фигура Владике Пајсија у монашкој одећи са панакамилавком на глави, који у својој левој  руци држи идеализовани модел хана – грађеног објекта, угоститељске функције, у балканском стилу, намењеног смештају путника и каравана у прошлости, док својом десном руком држи копље са крстом на врху и заставом општине. Постамент се састоји од два стеновита узвишења покривена зеленом вегетацијом која симболишу Грделичку клисуру на којима стоје чувари штита, између који се налази стилизована река Морава у облику три тање таласасте пруге једна испод друге од којих су две у плавој а средишња у белој боји, док се иза њих и штита налази планина Кукавица покривена зеленом вегетацијом. Лента са натписом „1207  Владичин Хан  1878“ налази се подно постамента и својим крајевима обмотава стеновита узвишења.

## Образложење симболике грба
Образложење Основног (малог) грба
Поље штита је у белој боји на којем се налази вертикална плава пруга и две таласасте тање пруге с обеју њених страна, градећи тако крстолику форму. Преко ове крстолике форме по дијагоналама штита укрштени су архијерејско жезло и штап (патерица), а преко њих налази се владичанска митра надвишена часним крстом са четири оцила. Све три инсигније су од злата.
Вертиклна плава пруга означава Јужну Мораву, а две мање таласасте пруге, њене притоке Врлу и Калиманку. Ова крстолика форма одговара стварном просторном облику ушћа двеју река у Јужну Мораву, тј. симболизује просторну свеукупност општине - њене леве и десне обале као и њено средиште. У духовном смислу плави крст на штиту симбол је православне вере. Владичанске инсигније указују на Владику Пајсија по
којем општина носи име, а који је значајна фигуру у настанку и развоју овог насеља.
Образложење Средњег грба
Средњи грб чине штит (горе описан), бедемска круна, венац и лента. Бедемска круна је златна и без мерлона што графички по нормама територијалне хералдике Србије одговара општинама од 10.000 до 25.000 становника. Венац чине гране цера и букве. Владичин Хан спада у врх листе најшумовитијих општина Србије па ове две врсте дрвета, као најзаступљеније на подручју општине заслужно чине венац грба. Гране цера и букве симболишу претежно брдско-планински терен општине и чисту природу, али и традицију и светосавља (цер који је приказан у јесењим бојма лишћа указује на Бадњак). Испод штита налази се бела лента са натписом Владичин Хан.
Образложење Великог грба
Велики грб чине штит, бедемска круна (горе описани), чувари, постамент и лента. На левој страни посматрача тј. на десној хералдичкој страни налази се стојећа фигура Светог кнеза Лазара обученог у владарску одору са круном, у иконичном визанстијском стилу. Кнез Лазар у својој десно] руци држи модел храма Св. Кнеза Лазара из Владичиног Хана, а својом левом руком држи копље са заставом Републике Србије. Видовдан је градска слава општине Владичин Хан, па је по том основу Св. Кнез Лазар изабран за једног од чувара грба. Црква посвећена њему доминира над градом те је као значајан архитектонски објекат садржана и у грбу. На супротној страни налази се фигура Владике Пајсија у монашко] одећи са панакамилавком на глави, који у својој левој руци држи идеализовани модел хана — грађеног објекта, угоститељске функције, у балканском стилу, намењеног смештају путника и каравана у прошлости, док својом десном руком држи копље са крстом на врху и заставом општине. Владика Пајсије изабран је за чувара грба, као значајна личност за оснивање и развој насельа. Св. кнез
Лазар и Владика Пајсије стоје на постаменту који се састоји од два стеновита узвишења покривена вегетацијом која симболишу Грделичку клисуру, између којих се налази стилизована река Морава, а иза њих и штита планина Кукавица. Лента са натписом 1207 — Владичин Хан — 1878 налази се подно постамента и својим крајевима обмотава стеновита узвишења.